# لوئیز اپل‌بام
لوئیز اپل‌بام (انگلیسی: Louis Applebaum؛ ۳ آوریل ۱۹۱۸ – ۱۹ آوریل ۲۰۰۰) یک رهبر ارکستر اهل کانادا بود.
او برای تعداد زیادی فیلم، موسیقی ساخته است؛ از جمله برای فیلم‌های سرگذشت سرباز جو (۱۹۴۵) و ترزا (۱۹۵۱).